# اکبر مطلبی‌زاده
اکبر مطلبی‌زاده (۱ مرداد ۱۳۴۲ – ۲۳ خرداد ۱۴۰۴) عضو هیئت علمی دانشگاه شهید بهشتی و مدرس فیزیک دانشگاه آزاد اسلامی یزد بود که در ۲۳ خرداد ۱۴۰۴ در جریان حملات خرداد ۱۴۰۴ اسرائیل به ایران کشته شد. او سال‌ها به عنوان رئیس گروه شهید کریمی فعالیت داشت که یکی از زیرمجموعه‌های سازمان پژوهش‌های نوین دفاعی به‌شمار می‌رود.
وزارت خزانه‌داری آمریکا او را در ماه مارس ۲۰۱۹ تحریم کرده بود. طبق اعلام این وزارت، او در حوزه‌هایی مانند تحقیقات مربوط به سامانه‌های تسلیحاتی، مواد منفجره و آزمایش‌های شوک و انفجار فعالیت داشته است و در گروه شهید کریمی بر اجرای پروژه‌هایی با کاربرد نظامی نظارت می‌کرد و به عنوان مشاور شخصی محسن فخری‌زاده، رئیس وقت سازمان پژوهش‌های نوین دفاعی فعالیت می‌کرده است.